# 야스퍼르 실레선
야스퍼르 실레선(네덜란드어: Jasper Cillessen)으로도 불리는 야코뷔스 안토니위스 페터르 요하네스 실레선(네덜란드어: Jacobus Antonius Peter Johannes Cillessen, 1989년 4월 22일~)은 네덜란드의 축구 선수로, 포지션은 골키퍼이다. 현재 에레디비시의 NEC 소속으로 활동하고 있으며 대한민국에서는 야스퍼 실레선, 야스퍼르 실러선으로도 알려져 있다.
2001년 NEC 네이메헌 유소년팀에 입단했고 2010년 프로 선수 데뷔전을 가졌다. 2011년 300만 유로(약 45억 원)의 이적료로 AFC 아약스로 이적했고 아약스에서 6시즌 동안 활동하며 에레디비시 3회 우승, 요한 크라위프 스할 1회 우승을 달성했다. 2016년 1,300만 유로(약 195억 원)로 아약스에서 FC 바르셀로나로 이적했고 2019년 발렌시아 CF로 이적해 발렌시아에서 3시즌 동안 활동했다. 2022년 친정팀 네이메헌으로 복귀했고 네이메헌에서 2년 동안 활동한 후 2024년 UD 라스팔마스로 이적했다.
2011년 5월 네덜란드 축구 국가대표팀에 처음으로 발탁되었고 2013년 네덜란드 대표팀에 데뷔했다. 그는 2014년 FIFA 월드컵에서 대표팀의 주전 골키퍼로 활동하며 월드컵 3등을 달성했고 2019년 UEFA 네이션스리그 결선 토너먼트에 참가해 네이션스리그 준우승을 달성했다.

## 구단 경력

### NEC
실레선은 2001년에 NEC/FC Oss 유소년팀에 스카우트가 되기 전인 지역의 축구팀 더 트레퍼르스의 유소년팀에서 축구를 시작했다. 2008년에 NEC와 그의 첫 프로 계약을 맺었고, 리저브 팀에서 뛰기 시작했다. 2010년에, 실레선은 NEC와 2012년까지 지속되는 2년 연장 계약을 맺었다.
실레선은 2010년 8월 28일, 홈에서 2-2로 비긴 SC 헤이렌베인과의 경기에서 가보르 버보시의 부상으로 인해 첫 1군팀 데뷔 경기를 치렀다. 그 경기에서, 그는 즉시 맨 오브 더 매치에 선정되었다. 1선발 골키퍼 버보시가 부상에서 복귀했음에도, 실레선은 1군팀에서 그의 위치를 지켰고, NEC는 그와 2014년까지 지속되는 2년 연장계약을 맺었다. 뛰어났던 2010-11 시즌이 끝나고 나서, 그는 헬데를란트주 올해의 선수상을 수상하였다.

### 아약스

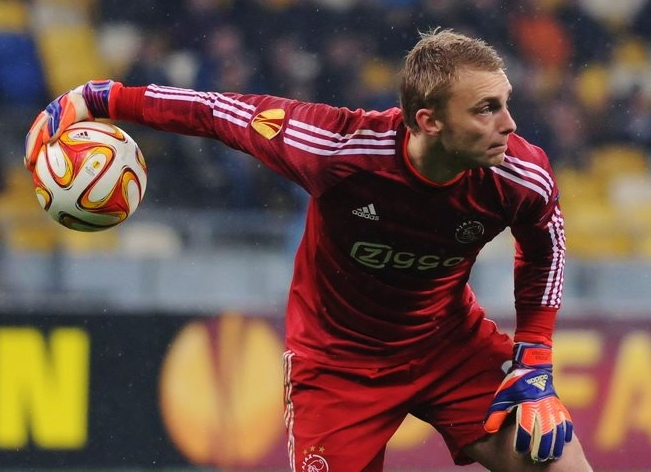
2015년 아약스 소속 당시의 실레선

2011년 8월 27일에 NEC와 아약스가 3백만 유로에 야스퍼르 실레선의 이적이 도달했음이 알려졌고, 그는 2016년까지 유효하는 5년 계약에 서명했다.
야스퍼르 실레선은 2011년 9월 21일에 열린 KNVB컵 2라운드 VV 노르드베이크와의 원정경기에서 아약스 소속으로 첫 경기에 출전했다. 그는 90분 풀타임을 소화했고, 66분에 허용한 세이브런 바르틀레마(Sijbren Bartlema)의 골만을 허용하며 3-1 승리에 기여했다. 그는 2011년 10월 23일에 열린 최대의 라이벌팀 페예노르트와의 경기에서 66분에 선발 골키퍼 케넛 페르메이르가 레드 카드를 받고 퇴장당하면서, 흐레호리 판 데르 빌과 교체 선수로 출전하며, 아약스 소속으로 에레디비시에 첫 출전을 하였다. 10명으로 줄어든 상태에서, 실레선은 페르메이르가 퇴장 직후 얀 페르통언에게 골을 허용당한 이후에 더 이상 실점을 하지 않으며, 1-1 승리에 기여를 했다.
2013 프리 시즌은 실레선에게 큰 기회가 주었다. 아약스 감독 프랑크 더 부르는 그의 두 골키퍼가 그들이 왜 스스로가 선발 골키퍼임을 보여줄 기회를 얻게 될 것이라고 하였다. 그 시즌 실레선은 아약스 이적 후 에레디비시에에서 그의 첫 연속 출전을 해냈다.

### 바르셀로나
2016년 8월 25일(한국시각) 바르셀로나는 클라우디오 브라보가 맨체스터 시티로 이적하자, 그의 대체 선수로 실레선을 영입하였으며 계약 기간은 5년을 체결하였다.

## 국가대표 경력
실레선은 2010년 10월에 대표팀 감독 코르 폿에 의해 우크라이나와의 2011년 UEFA U-21 축구 선수권 대회 플레이오프 예선전에 출전하는 네덜란드 U-21 축구 국가대표팀에 소집되었다. 2010-11 시즌이 종료후, 실레선은 우루과이, 브라질과의 친선전을 앞두고 성인 대표팀에 소집될 것으로 예상되었다. 마침내 베르트 판 마르베이크 감독이 실레선을 남미에 친선전으로 가있던 네덜란드 축구 국가대표팀에 소집되었다. 2012년 5월 7일, 실레선은 네덜란드 대표팀의 UEFA 유로 2012 36명의 예비 명단에 이름을 올렸다.
2013년 6월 7일 실레선은 루이스 판 할 감독하에 있던 네덜란드 대표팀에서 첫 출전 기회를 얻었다. 실레선은 3-0으로 승리한 인도네시아 원정 경기에서 선발로 출전하여 전반전 만을 뛰었다.
2014년 6월 실레선은 2014년 FIFA 월드컵 최종 명단에 포함되었다. 그는 등 번호 1번을 받았고, 스페인과의 개막전에서 선발 골키퍼로 선택되었다. 하지만 실레선의 선방 능력은 늘 도마 위에 올랐고 이 때문에 판 할 감독은 8강 코스타리카전에서 승부차기를 하게 되자 승부차기 골키퍼를 팀 크륄로 교체했을 정도였다. 하지만 4강 아르헨티나전에서 또다시 승부차기를 하게 되자 이번에는 판 할 감독이 교체카드를 모두 사용하는 바람에 실레선이 그냥 승부차기를 담당했고 그 결과 아르헨티나의 세르히오 로메로 골키퍼가 네덜란드의 첫 키커와 세번째 키커를 선방하는 동안 실레선은 아무도 선방하지 못하는 바람에 네덜란드는 결승 진출을 아르헨티나에게 내주고 3/4위전으로 떨어졌다.

## 수상
아약스
- 에레디비시에 (3): 2011–12, 2012–13, 2013–14
- 요한 크루이프 실드 (1): 2013

바르셀로나
- 코파 델 레이 (1): 2016–17

 네덜란드
- FIFA 월드컵 : 3위 (2014)

개인
- 올해의 헬데를란트 주 선수: 2011